# Richard Tylinski
 (16 août 2025).
Le texte peut changer fréquemment, n’est peut-être pas à jour et peut manquer de recul. N’hésitez pas à participer, en veillant à citer vos sources.
Pour les articles homonymes, voir Tylinski.
Richard Tylinski est un footballeur français né le 18 septembre 1937 à Noyant-d'Allier (Allier) et mort le 16 août 2025.

## Biographie
Richard Tylinski naît le 18 septembre 1937 à Noyant-d'Allier. 
Débutant à La Combelle CCA, il est très vite repéré par les recruteurs de l'AS Saint-Étienne. 
La progression de sa carrière est fulgurante : il est champion de France amateur en 1956, champion de France professionnel  et international en 1957 à vingt ans.
Son frère Michel Tylinski a  également été footballeur stéphanois. Le retour de Jean Snella en 1963 lui a fait énormément de bien dans la mesure où il s'était peu à peu endormi sur ses lauriers après un début de carrière fracassant. International junior, espoir, B, puis A, champion de France amateur, champion de France pro, il a obtenu très vite des titres que d'autres ont mis plusieurs décennies à acquérir. Du même coup, on lui a attribué des qualités qu'il n'avait pas encore et les critiques de plus en plus sévères se sont abattus sur ses prestations entraînant peu à peu une perte de confiance. Jean Snella s'est montré tout d'abord très dur avec lui et il a eu le don de le remettre en selle pour redevenir le défenseur intraitable au marquage individuel quasiment jamais pris en défaut. Richard Tylinski a pu alors apporter sa pierre à l'édifice menant à l'obtention du titre de champion de France en 1964, compétition dans laquelle il a disputé 31 des 34 matches, preuve de son importance au sein de la défense stéphanoise.
Richard Tylinski meurt à l'âge de 87 ans le 16 août 2025.

## Palmarès
- International Junior, Espoirs, B, et A en 1957 et en 1960
- Champion de France Amateur en 1956 avec l'AS Saint-Étienne
- Champion de France en 1957 et 1964 avec l'AS Saint-Étienne
- Champion de France D2 en 1963 avec l'AS Saint-Étienne
- Vainqueur de la Coupe de France en 1962 avec l'AS Saint-Étienne
- Finaliste de la Coupe de France en 1960 avec l'AS Saint-Étienne

## Statistiques
- 3 sélections en équipe de France entre 1957 et 1960
- 1re sélection le 27 novembre 1957 lors d'un match amical Angleterre - France (4-0)
- 221 matches et 1 but marqué en Division 1
- 115 matchs en Division 2
- 4 matchs en Coupe des clubs champions européens
- 4 matchs en Coupe des Vainqueurs de Coupes